# Schatz des Forrest Fenn

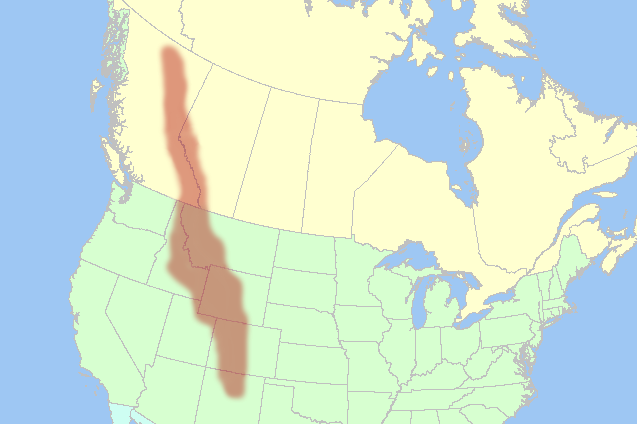
Die Rocky Mountains in den USA und Kanada

Der Schatz des Forrest Fenn ist eine von dem Kunsthändler und Autor Forrest Fenn (* 22. August 1930, † 7. September 2020) in den Rocky Mountains versteckte Schatzkiste, die einen Inhalt im Wert von ein bis drei Millionen US-Dollar haben soll. Am 7. Juni 2020 wurde von Fenn bestätigt, dass der Schatz gefunden worden sei.

## Geschichte
Bei Forrest Fenn wurde 1988 im Alter von 57 Jahren Krebs diagnostiziert. Während seiner Krankheit beschloss er, eine bronzene Schatzkiste zu verstecken, die ein Finder mitsamt Inhalt behalten dürfe, falls dieser über die Entschlüsselung eines von Fenn verfassten Rätsels in Versform den Weg zur Kiste findet. Die Kiste ist mit Goldstücken, seltenen Münzen und Relikten, Schmuck, Edelsteinen und einer Flasche, die Fenns Autobiographie enthält, gefüllt. Fenn hatte vor, den Schatz als sein Vermächtnis nach seinem Tod zu hinterlassen, überlebte seine Krankheit aber und versteckte den Schatz 2010 im Alter von 79 Jahren.
Im März 2013 gab Fenn bekannt, dass sich der Schatz in den Rocky Mountains nördlich von Santa Fe über 1500 Meter über dem Meeresspiegel befindet. Der Schatz sei nicht in Nevada, Idaho oder Kanada zu finden. Am 27. März 2013 erklärte er, die Schatzkiste stehe in keiner Verbindung zu Häusern oder anderen von Menschen erbauten Strukturen. Am 3. Mai 2013 gab er den Hinweis, dass der Schatz auf keinem Friedhof zu finden sei. Im vorherigen Monat war ein Schatzjäger von der Polizei festgenommen worden, da er in einem Grab einen Hinweis vermutet und es ausgehoben hatte.
Ende 2013 veröffentlichte Fenn sein Buch Too far for walk, dt. „Zu weit zum Laufen“, das eine Karte der Umgebung des Schatzes enthält. Im Januar 2015 erklärte Fenn in einem Interview, dass die Schatzkiste nass sei.
Auf der Suche nach dem Schatz sind mindestens sechs Menschen ums Leben gekommen.
Am 6. Juni 2020 bestätigte Forrest Fenn, dass sein Schatz gefunden wurde. Ein Schatzsucher habe ihm ein Foto der gefundenen Kiste zukommen lassen. Forrest Fenn starb am 7. September 2020 im Alter von 90 Jahren. Der Finder der Schatzkiste, Jack Stuef, veröffentlichte seine Identität schließlich im Dezember 2020, ein halbes Jahr nach dem Fund.

## Fenns Gedicht
In Fenns Kurzbiographie „The Thrill of the Chase“, dt. „Der Nervenkitzel der Jagd“, welche 2010 veröffentlicht wurde, ist ein Gedicht zu finden, das insgesamt neun Hinweise zum Aufenthaltsort des Schatzes beinhaltet.
As I have gone alone in there
And with my treasures bold,
I can keep my secret where,
And hint of riches new and old.
Begin it where warm waters halt
And take it in the canyon down,
Not far, but too far to walk.
Put in below the home of Brown.
From there it’s no place for the meek,
The end is ever drawing nigh;
There’ll be no paddle up your creek,
Just heavy loads and water high.
If you’ve been wise and found the blaze,
Look quickly down, your quest to cease,
But tarry scant with marvel gaze,
Just take the chest and go in peace.
So why is it that I must go
And leave my trove for all to seek?
The answers I already know,
I’ve done it tired, and now I’m weak.
So hear me all and listen good,
Your effort will be worth the cold.
If you are brave and in the wood
I give you title to the gold.

## Deutschsprachige Filme zum Schatz des Forrest Fenn
Im Jahr 2015 starteten der österreichische Videoblogger Richard Haderer und der Radiomoderator Bernhard Vošicky eine Crowdfunding-Kampagne, um ihren Dokumentarfilm „Projekt Silva“ zu finanzieren. Im Juni wurde die Kampagne erfolgreich abgeschlossen. Die Produktion des Films startete im November 2015 in Österreich, im Mai 2016 begaben sich die beiden Protagonisten auf die Suche nach dem Schatz in die Rocky Mountains. Im November 2016 wurde der Film in Wien erstmals im Kino gezeigt.